# A'erjinshan
A'erjinshan (en chino: 阿金金山,阿金金山国家自然设计区) es un parque en la República Popular China. Está situado en la provincia de Sinkiang, en la parte occidental del país, 2400 km al oeste de Pekín, la capital del país. A'erjinshan se encuentra 4755 metros sobre el nivel del mar.
La tierra alrededor de A'erjinshan es mayoritariamente plana, pero en el norte es montañosa. La zona más alta del área tiene una altitud de 5150 metros y está 15.5 km al este de A'erjinshan. Hay menos de 2 personas por kilómetro cuadrado. El área alrededor de A'erjinshan está casi cubierta de desierto y naturaleza. No hay ningún pueblo alrededor de A'erjinshan.
La temperatura media es de −3 °C. El mes más caluroso es agosto, con 9 °C, y diciembre el más frío, con −14 °C. La precipitación media es de 173 milímetros por año. El mes más lluvioso es septiembre, con 36 milímetros de lluvia, y el más seco es noviembre, con 4 milímetros.